# Rivière Yamaska
Der Rivière Yamaska ist ein rechter Nebenfluss des Sankt-Lorenz-Stroms im Süden der kanadischen Provinz Québec. 
Der 154 km lange Fluss entwässert ein Gebiet von 4843 km². Sein Name stammt aus der Sprache der Abenaki. Er kann mit „wo die Binsen wachsen“ übersetzt werden und bezieht sich auf das Marschland an der Mündung.

## Flusslauf
Der Rivière Yamaska bildet den Abfluss des Lac Brome, ein See in den Ausläufern der Appalachen. Der Yamaska fließt zunächst westwärts. Kurz nach Farnham beschreibt er eine markante 90°-Biegung und fließt anschließend in nördlicher Richtung durch die flache Ebene des Sankt-Lorenz-Tals. In der Nähe des Dorfes Pierreville mündet der Fluss schließlich in den Lac Saint-Pierre, der einen Teil des Stroms bildet. Einen Kilometer nordöstlich der Mündung des Yamaska befindet sich jene des Rivière Saint-François.
Das Einzugsgebiet des Yamaska gehört zu den landwirtschaftlich am intensivsten genutzten Regionen der Provinz, weshalb die Belastung durch Düngemittel überdurchschnittlich hoch ist.